# Cắt hỏa mai

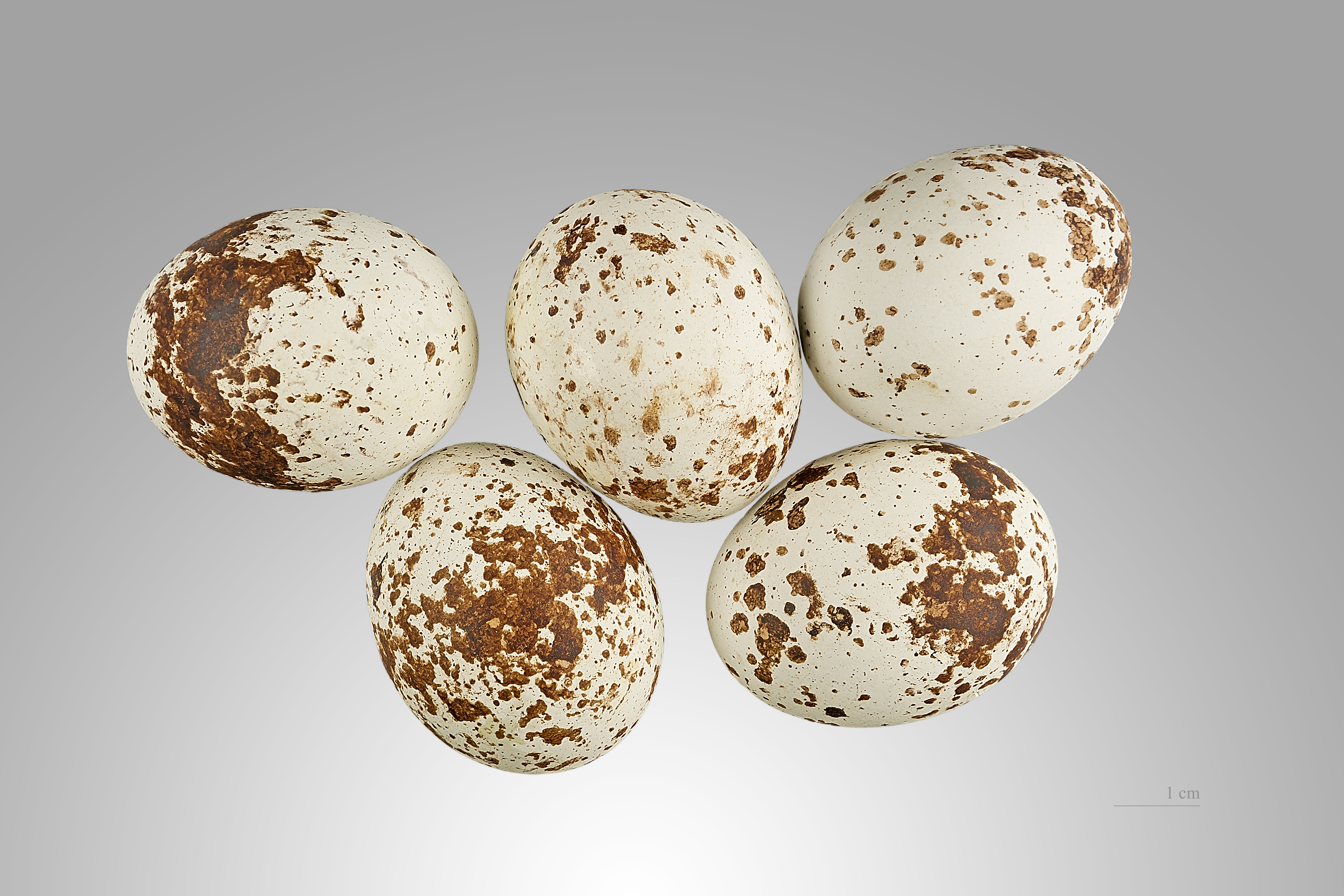
Accipiter nisus

Cắt hỏa mai hay bồ cắt (danh pháp hai phần: Accipiter nisus) là một loài chim trong họ Ưng. Loài này tìm thấy trên khắp các khu vực ôn đới và cận nhiệt đới của Cựu Thế giới, trong khi các thành viên ở khu vực phía bắc của phạm vi phân bố di cư xuống phía nam trong mùa đông, nhóm ở phía Nam là nhóm định cư hoặc sống phân tán.

## Mô Tả
Cắt hỏa mai là một loài chim săn mồi nhỏ, với cánh rộng và đuôi dài. Chim mái có thể lớn hơn đến 25% so với chim trống và cân nặng tới hai lần.
Chim trống trưởng thành có chiều dài 29–34 cm, với sải cánh 59–64 cm và trọng lượng 110-196 g; chim mái lớn hơn nhiều với chiều dài khoảng 35–41 cm, sải cánh 67–80 cm, và trọng lượng 185-342 g. Chim trống có lông màu xám xanh, còn chim mái có lông màu nâu sẫm hoặc nâu xám. Phần dưới của cả chim trống lẫn chim mái có lông vằn màu cam xen lẫn màu sáng. Chim chưa trưởng thành có lông màu nâu nhạt.
Cắt hỏa mai đôi mắt màu vàng nhạt, với cái mỏ nhỏ và sắc bén. Đôi chân dài và đặc trưng ngón chân của chúng thích nghi cho việc săn bắt chim. Đôi cánh tròn, rộng, ngắn và đuôi dài giúp chúng dễ dàng bay liệng trong môi trường cây cối rậm rạp.

## Phân bố và môi trường sống
Cắt hỏa mai phân bố phổ biến rộng khắp các vùng ôn đới và cận nhiệt đới của Cựu thế giới, trong một phạm vi toàn cầu ước tính khoảng 23.600.000 km2 và có số lượng ước tính là 1,5 triệu con trong năm 2009. Các thành viên sống ở các vùng lạnh phía Bắc Âu và châu Á di cư về phía nam vào mùa đông, còn các thành viên sống ở phía Nam là chim cư trú. Nó là một trong những loài chim săn mồi phổ biến nhất ở châu Âu.
Cắt hỏa mai rất phổ biến ở hầu hết các loại rừng trong phạm vi phân bố của nó và cũng ở trong các khu vực cây cối thưa. Chúng thích sống và săn bắt mồi ở bìa rừng, nhưng chim di cư có thể được nhìn thấy trong bất kỳ môi trường sống nào. Chúng cũng được thấy trong vườn, trong khu vực đô thị và thậm chí là sống ở các công viên trong thành phố.

## Lối sống
Cắt hỏa mai sinh sản ở vùng rừng gỗ bất kỳ. Chúng làm tổ trên cây với chiều ngang đến 60 cm, từ các cành cây. Chúng đẻ 4-5 quả trứng màu xanh nhạt, nâu đốm, sự thành công của nỗ lực sinh sản phụ thuộc vào con mái duy trì trọng lượng cao, trong khi con trống mang mồi cho con mái. Trứng nở sau 33 ngày ấp chim non được nuôi đủ lông đủ cánh trong thời gian sau khi nở 24 đến 28 ngày.
Chim trống có xu hướng săn bắt những con chim nhỏ hơn, bao gồm cả bạc má, chim sẻ, sẻ thông và sẻ đồng, còn chim mái bắt chủ yếu săn chim hoét và sáo đá, nhưng có khả năng giết chết con mồi có trọng lượng 500 gram hoặc lớn hơn, như bồ câu hay ác là. Đôi khi chúng săn cả các loài động vật có vú nhỏ, dơi và sâu bọ.

## Phân loài
Có sáu phân loài Cắt hỏa mai được công nhận: 
- A. n. nisus, được mô tả bởi Linnaeus vào năm 1758. Chúng phân bố từ châu Âu và Tây Á đến miền Tây Siberia và Iran, phía nam Địa Trung Hải, phía đông bắc châu Phi, Ả Rập và Pakistan.
- A. n. nisosimilis được mô tả bởi Samuel Tickell năm 1833. Chúng phân bố từ phía đông Siberia tới Kamchatka và Nhật Bản, và về phía nam tới miền bắc Trung Quốc. Phân loài này sống di cư, trú đông từ Việt Nam và Ấn Độ qua Đông Nam Á và miền nam Trung Quốc tới Hàn Quốc và Nhật Bản, một số thậm chí đến châu Phi.
- A. n. melaschistos được mô tả bởi Allan Octavian Hume năm 1869. Phân loài này phân bố ở vùng núi từ Afghanistan qua dãy Himalaya và Tây Tạng đến phía tây nam Trung Quốc, và mùa đông ở vùng đồng bằng.
- A. n. wolterstorffi, mô tả bởi Otto Kleinschmidt năm 1900, phân bố ở Sardinia và Corsica. Đây là loài nhỏ nhất của tất cả phân loài.
- A. n. granti, mô tả bởi Richard Bowdler Sharpe năm 1890, là chỉ giới hạn ở Madeira và quần đảo Canary. Nó là loài nhỏ và màu tối.
- A. n. punicus, mô tả bởi Erlanger năm 1897, phân bố ở phía tây bắc châu Phi, phía bắc sa mạc Sahara.

## Hình ảnh

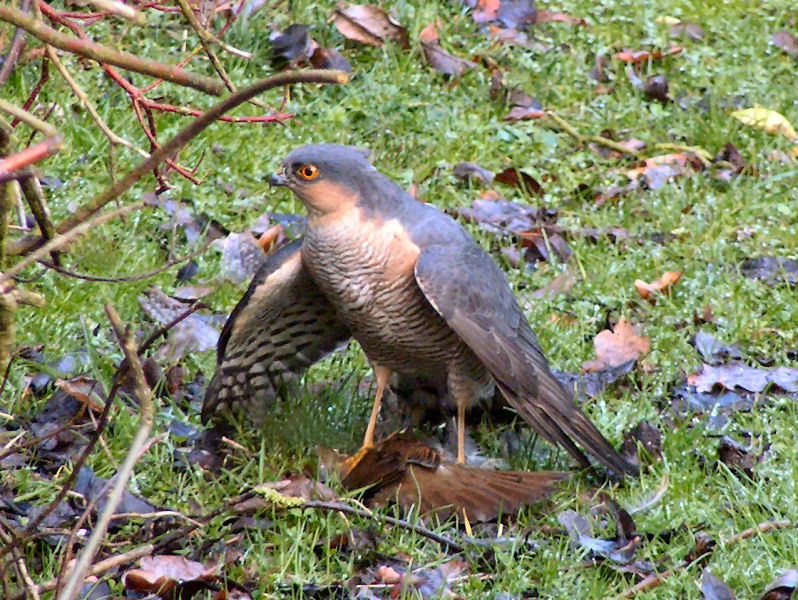
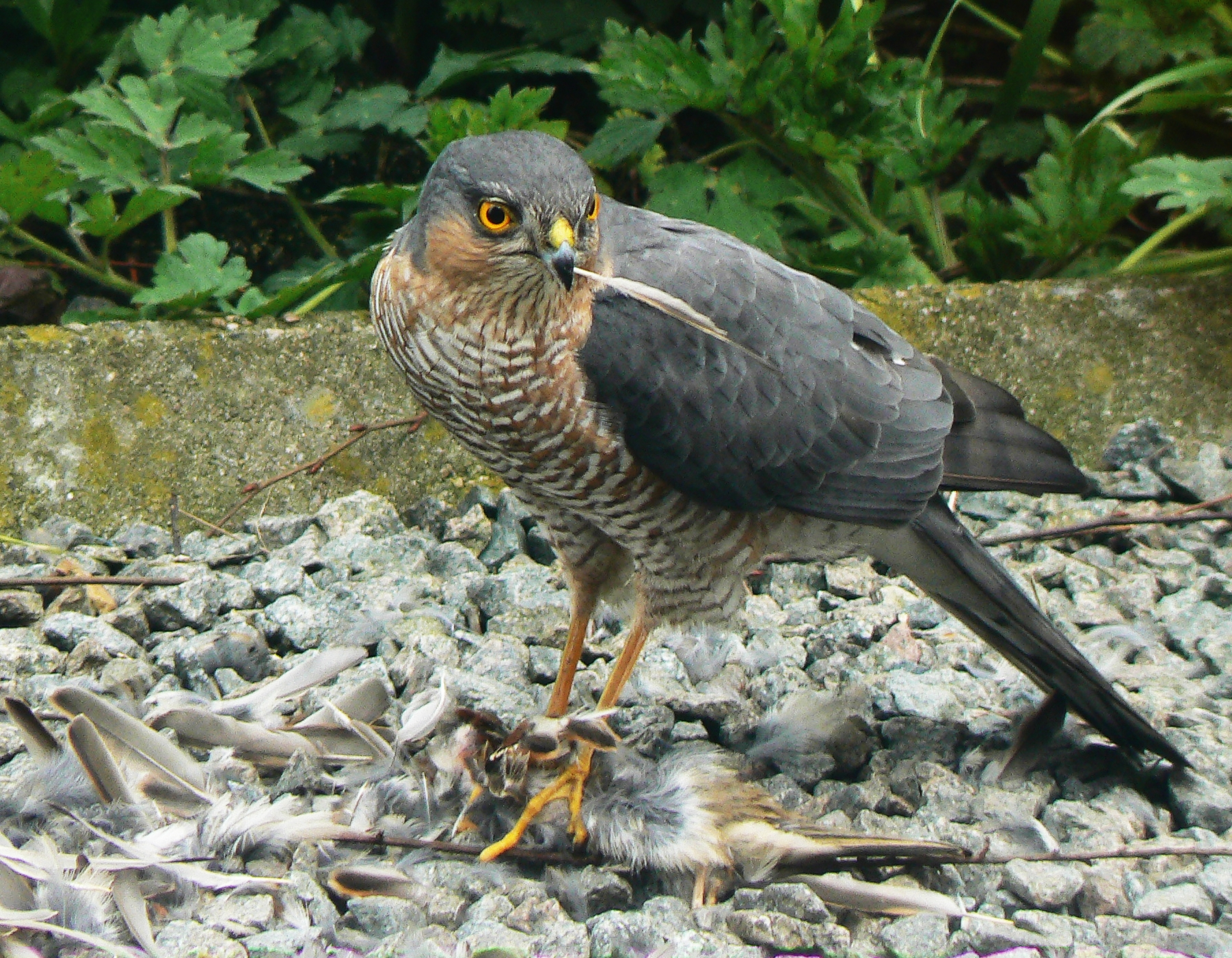
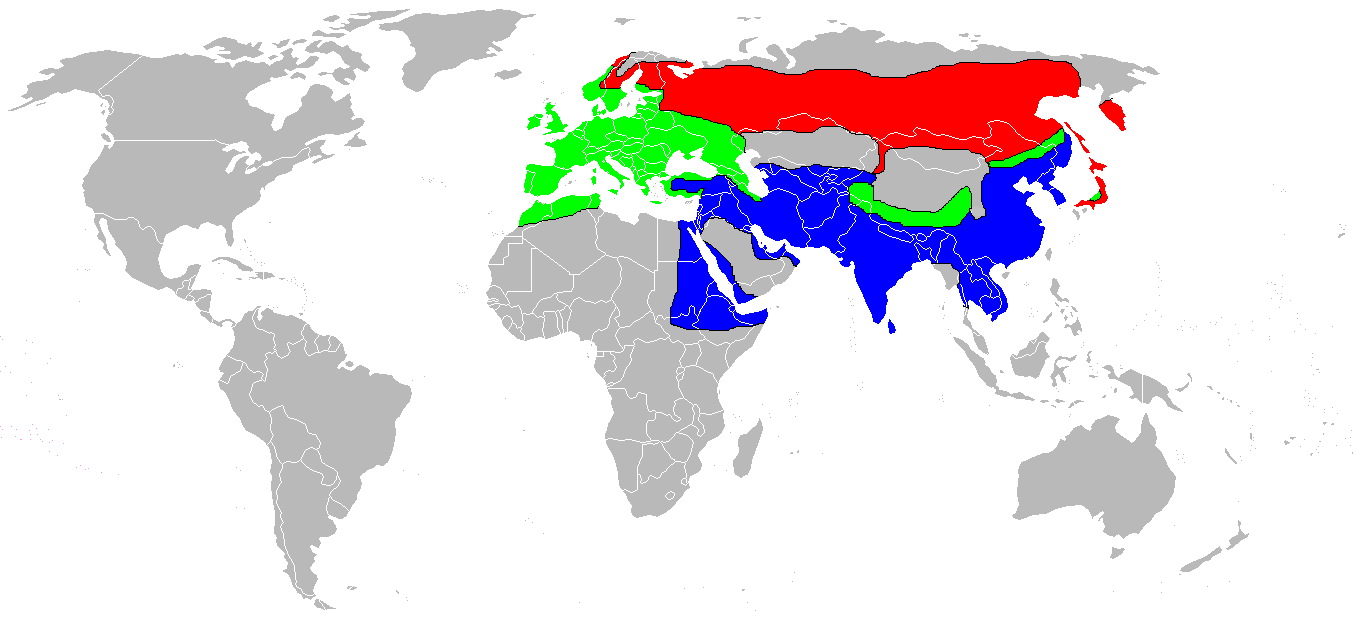
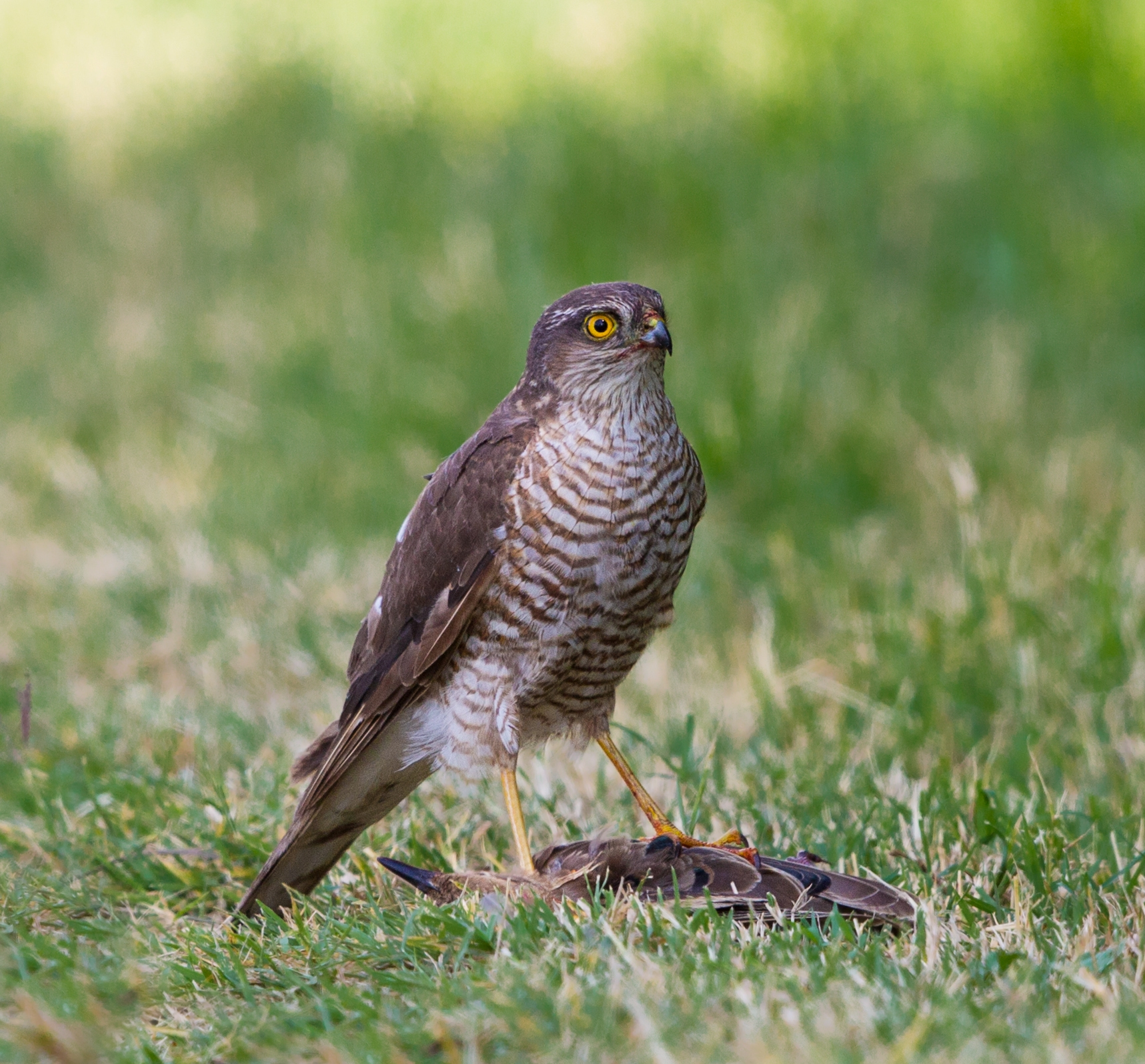
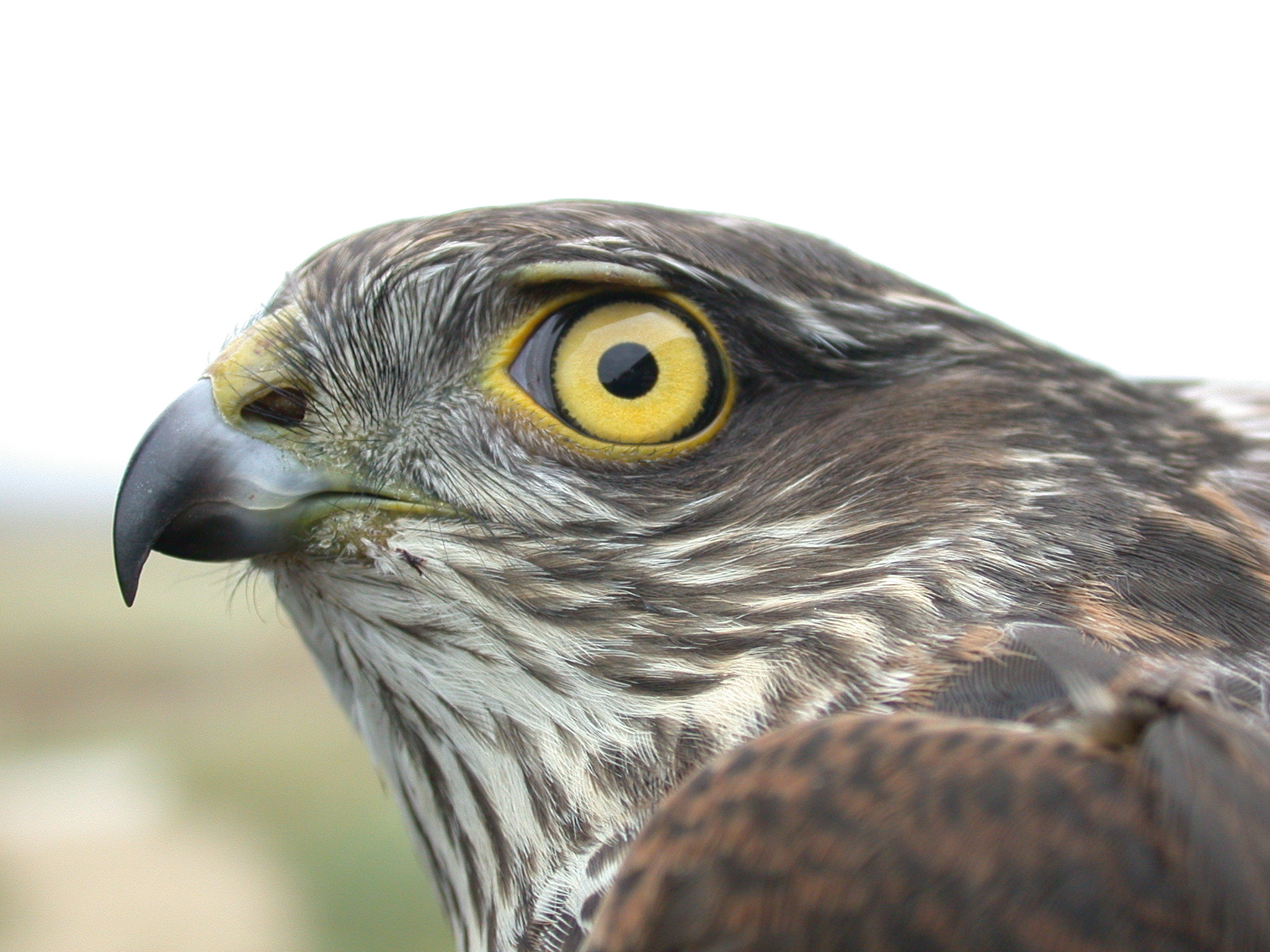